# Ephesusi Maximus
Latinosan Ephesusi Maximus, görögösen Epheszoszi Maximosz (Epheszosz, 310 körül – Epheszosz, 372) újplatonikus filozófus, gazdag család sarja. Iulianus római császár mestereként híressé és ismert ma is, saját korában az újplatonizmus egyik meghatározó alakja volt. Az ő hatásának tulajdonítják, hogy a császár a kereszténységtől elszakadt, bár valójában senki sem tudja pontosan, hogy mikor és miért szakított vele. Iulianus már gyermekkorában Porphyriust, Plotinust és Iamblicust olvasott, talán épp azért kereste a szintén újplatonikus Maximus társaságát, mert már ezt az irányvonalat választotta korábban is. A ráhatás módjának és mértékének megalapozatlan feltevése azonban az életébe került, már 364-ben Festus perbe fogta és Valens kívánságára kilenc évvel Iulianus halála után halálra ítélte azért, mert Iulianust elfordította a keresztény vallástól.
Ammianus Marcellinus sokat írt róla, mivel mindig Iulianus közelében voltak mindketten. Alexandrosz Rizosz Rangavisz a Iulianosz o Paravatisz (1877) című drámájában nagy tudású és sokoldalú bölcsész, főleg Iulianus utolsó beszélgetéseiben fennkölt gondolatokat ad szájába. A pesszinoszi misztériumon keresztül magyarázza meg a platonikus eszméket. Maximus csillagászatra és magiára vonatkozó művei elvesztek. Életrajzának legrészletesebb forrása Eunapius „Szofisták élete” című műve. Iulianus írásaiban is felbukkan, viszont Libanius és a keresztény írók ítélete nagyon negatív, bár különböző okokból. Libanius nem tartja nagy szónoknak és filozófusnak, a keresztények viszont „pogány” mivolta miatt nem kedvelték.

## Élete
A 4. század elején született, Ammianus Marcellinus szerint Ephesusban. Ezt egyesek ma már kétségbe vonják és Smyrnát jelölik meg szülővárosként, de annyi bizonyos, hogy Anatólia nyugati vidékeiről származott. Szülei jómódúak voltak. Claudianus nevű bátyja szintén filozófus lett, egy másik testvére, Nymphidianus Iulianus idején magister epistularum a graecarum (a görög levelezés titkára) címet viselte. Ammonius Hermiae szerint Maximus az újplatonista Hierius tanítványa volt.
335–350 táján Pergamonban Aedesiust hallgatta. Tanulótársai voltak Chrysanthius, myndusi Eusebius és Priscus is. Az újplatonikusok különleges rituálékat tartottak, amelyet a kortárs és későbbi keresztény írók következetesen – csúsztatva – mágiának neveznek. Valójában a csodatevést és a csodatévőket kutatták éppúgy, ahogy a keresztény misztikusok is Jézus csodatételeit. 350 körül hagyta el Pergamont és ettől kezdve filozófiai iskolát működtetett Ephesusban.
351-ben Iulianus valószínűleg már kifejezetten azért érkezett Pergamonba, hogy Maximusszal találkozzon, bár a hivatalos ürügy szerint Aedesiushoz ment. Ennek közvetett bizonysága, hogy 351 májusában már tovább is utazott Ephesusba Maximushoz és egészen 352 áprilisáig ott is tartózkodott.
355 novemberében Iulianust caesarrá nevezték ki, majd 361-ben, amikor már augustus lett, Priscusszal együtt meghívta Konstantinápolyba. Ebben a hatéves távollétben is tartották a kapcsolatot levelezés útján. A két filozófus elfogadta a meghívást, Maximus azonban kedvezőtlen előjelekre hivatkozva csak később érkezett. Mindkét újplatonikus ettől fogva a császári udvar állandó vendége maradt, a császár őket a vallási-filozófiai tanácsadóként és a vitapartnerként kezelte. Eunapius szerint sem Maximusnak, sem Priscusnak nem volt politikai hatalma, de Maximusról azt írja, hogy személyes gazdagságának növelésére használta az itt töltött időt. Maximus 362 nyarán Antiochiába is követte Iulianust, majd 363 márciusában a perzsa hadjáratra is vele ment. A császár közvetlenül a halála előtt, június 26-án is tartott egy utolsó filozófiai beszélgetést Maximusszal és Priscusszal.
Már 364 tavaszán perbe fogták, hogy mágiával megbetegítette az új császárokat, I. Valentinianust és Valenst. Ezt a vádat nem sikerült bizonyítani, ezért elvetették. Mivel azonban számos ellenséget szerzett magának, 365/6-ban ismét letartóztatták és ezúttal gazdagodását vizsgálták. Végül bírságot szabtak ki. A vád most sem lehetett túl megalapozott, hiszen Maximus nem tudott fizetni, ezért megkínozták. Eunapius számol be arról, hogy Maximus öngyilkosságot kísérelt meg, mert már nem viselte el a fájdalmat. A mérget felesége szerezte be számára, hogy együtt haljanak meg. Később Asia úh helytartója, Clearchus engedélyezte, hogy újra tanítson, sőt Konstantinápolyba is visszatért.
371/2-ben egy összeesküvés támogatójaként ismét perbe fogták, melynek során Asia új helytartója, Festus halálra ítélte és kivégeztette.

## Munkássága
Maximus munkássága jórészt elveszett. A Szuda-lexikon szerint a „Feloldhatatlan ellentmondásokról”, „A jóslásról”, „A számokról” címmel írt könyveket, valamint újplatonikus kommentárt készített Arisztotelészhez. Két elveszett kommentár is köthető a nevéhez.